# Kozły (Ostrzeszów)
Kozły (deutsch Cäcilienthal) ist eine Ortschaft mit einem Schulzenamt der Stadt- und Landgemeinde Ostrzeszów im Powiat Ostrzeszowski der Woiwodschaft Großpolen in Polen.

## Geschichte

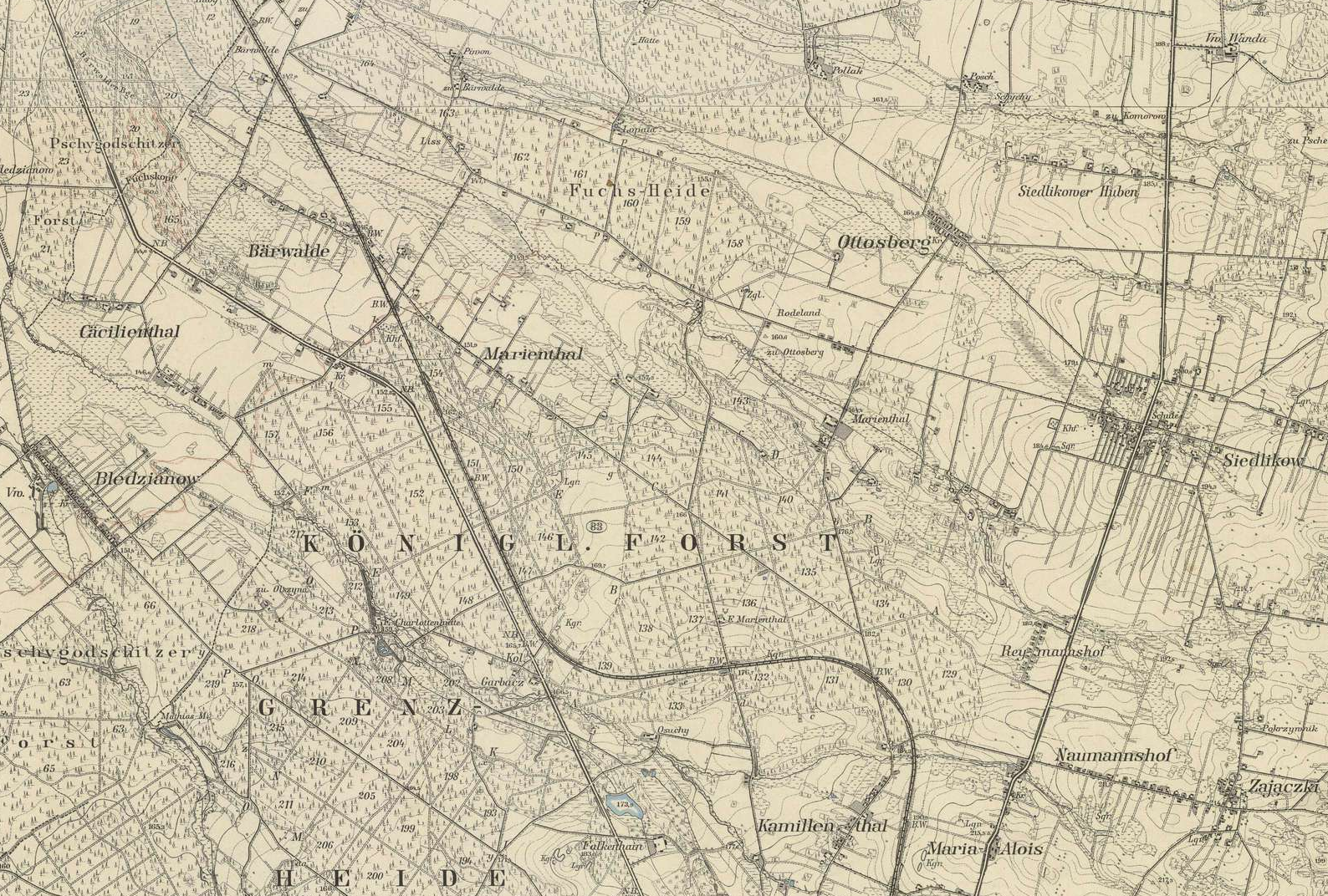
Kolonien in der Grenzheide auf einer Karte aus dem Jahr 1877

Im Zuge der Zweiten Polnischen Teilung kam das Gebiet mit der Grenzheide 1793 an Preußen. Damals entstand im Wald eine Reihe von Kolonien, die laut einer Überlieferung meist nach den Familienmitgliedern des Verwalters benannt wurden, u. a. Cäcilienthal (Kozły), Kamillenthal (Myje), Marienthal (Marydół), Naumannshof (Najmów), Ottosberg (Korpysy), Reyhmannshof (Rejmanka).
Der deutsche Ortsname ist nach dem Personennamen Cecilia abgeleitet, der polnische Ortsname Kozły ist nicht mit ihn verbunden und bedeutet Ziegen.
Nach dem Ende des Ersten Weltkriegs kam Kozły zu Polen, Woiwodschaft Posen. Im Jahr 1921 gab es in der Gemeinde Kozły im Powiat Ostrzeszów 21 Häuser mit 128 Einwohnern, davon waren 102 Polen, 26 Deutsche, 103 waren Protestanten, 25 waren Römisch-Katholiken.
Beim Überfall auf Polen 1939 wurde das Gebiet von den Deutschen besetzt und dem Landkreis Kempen im Reichsgau Wartheland zugeordnet. Nach dem Krieg verließ die Mehrheit der evangelischen Dorfbevölkerung den Ort.
Von 1975 bis 1998 gehörte Kozły zur Woiwodschaft Kalisz.